# Gynerium sagittatum
Gynerium sagittatum es una especie de hierba perteneciente a la familia de las poáceas.

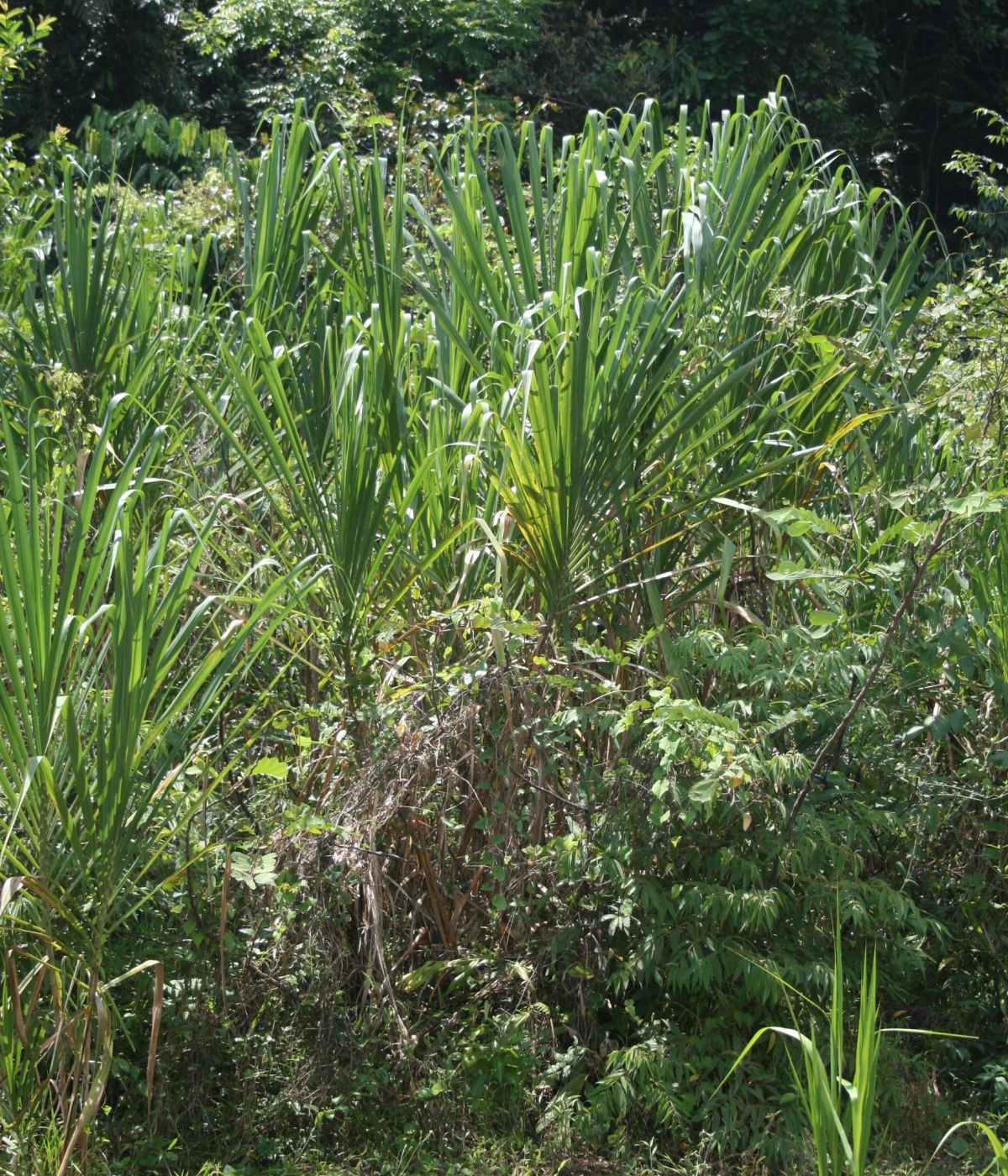
Vista de la planta en su hábitat

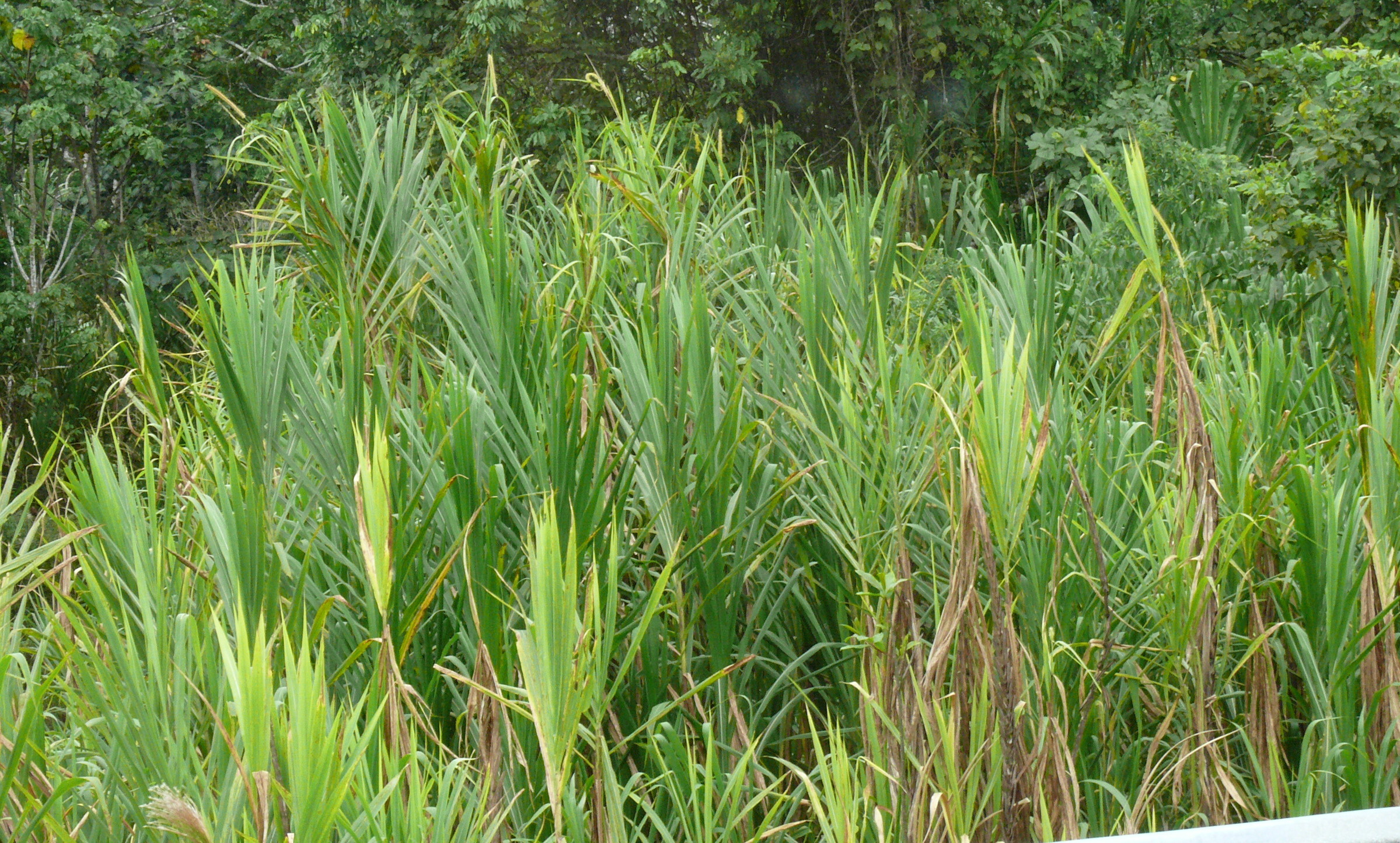
Detalle de las hojas

## Descripción
Es una hierba gramínea erecta, cuyos tallos rectos y verticales crecen hasta 4 o 5 m de altura, con hojas de 2 m de largo dispuestas en abanico. Es una planta dioica, cuyas astas florales pueden elevar la planta hasta más de 9 m de altura. 

## Hábitat
Presenta una flexibilidad ecológica notable y se ha adaptado tanto a zonas áridas como en áreas inundables, de manera que se registran múltiples variedades. Se desarrolla vigorosa en medio de vegetación densa, pero además hace siglos es sembrada y cosechada en América tropical.

## Usos
Se usa en la fabricación de flechas, arpones y dardos; en la construcción de la vivienda; y en la elaboración artesanal, con sus fibras trenzadas, de objetos como esteras, cestas y sombreros. Las fibras se obtienen de la nervadura central de las hojas, mediante un proceso complejo.
Es la materia prima en la fabricación del sombrero vueltiao, símbolo de Colombia y representante de la cultura costeña del caribe colombiano.

## Taxonomía
Gynerium sagittatum fue descrita por (Aubl.) P.Beauv. y publicado en Essai d'une Nouvelle Agrostographie 138, 153. 1812.
Etimología
El nombre del género deriva de las palabras griegas gune (hembra) y erion (lana), refiriéndose a la espiguillas pistiladas.
sagittatum: epíteto latíno que significa "con forma de flecha".
Sinonimia
- Aira gigantea Steud.
- Arundo fastuosa Willd. ex Steud.
- Arundo festucacea Willd.
- Arundo rugi Molina
- Arundo saccharoides (Bonpl.) Poir.
- Arundo sagittata (Aubl.) Pers.
- Gynerium levyi E.Fourn.
- Gynerium parviflorum Nees
- Gynerium procerum P.Beauv.
- Gynerium saccharoides Bonpl.
- Saccharum sagittatum Aubl.[1][4]

## Nombres comunes
- caña amarga de Venezuela, caña brava, lata,[5] caña flecha. En Bolivia se le conoce como chuchío.